# Virginia Driving Hawk Sneve
Virginia Driving Hawk Sneve  (Reserva Rosebud, Dakota del Sur, 1933) escritora estadounidense de literatura infantil y juvenil.
- Datos: Q3025486